# Wiebke Frost

Wiebke Frost, vor 2015

Wiebke Frost (* 2. April 1962 in Buchholz in der Nordheide) ist eine deutsche Schauspielerin.

## Werdegang
Wiebke Frost wuchs in Jesteburg auf. Danach absolvierte von 1983 bis 1985 eine Schauspielausbildung am Max-Reinhardt-Seminar in Wien sowie am Lee Strassberg Workshop in den USA.
Ihr erstes Engagement am Theater bekam sie 1986 am Schauspielhaus Wuppertal, wo sie zwei Jahre lang spielte. Seitdem stand sie auf mehreren Bühnen und hatte zahlreiche Auftritte überall in Deutschland und auch international. Sie war Ensemblemitglied des Wiener Burgtheaters in der Intendanz von Claus Peymann und spielte u. a.: Nerissa in Der Kaufmann von Venedig (Regie: Peter Zadek), Bianca in Othello (Regie: George Tabori). Es folgte ein Festengagement am Schillertheater Berlin, Gastengagements am Berliner Ensemble und am Schauspielhaus Bochum, wo sie ihre erste Zusammenarbeit mit Jürgen Kruse in Bluthochzeit begann, die sie am Deutschen Theater Berlin in tryin’ Othello fortsetzte. In Venedig und Berlin war sie 2002 und 2006 als Künstlermuse Alma in Joshua Sobols Alma (Regie: Paulus Manker) zu sehen. Bei den Bad Hersfelder Festspielen spielte sie die Gräfin Capulet in Romeo und Julia unter der Regie von Arie Zinger.
Seit 1990 ist Frost auch für Film und Fernsehen in Deutschland, Österreich und Frankreich tätig. Ihr Debüt gab sie in Malina unter anderem neben Isabelle Huppert.
2007 spielte sie unter der Regie von Pascal Kané eine Rolle in dem französischen Kinofilm Insomnie (Je ne vous oublierai jamais). Der Film hatte am 6. Juli 2008 Premiere in Paris.
Von 2009 bis 2012 war sie Ensemblemitglied am Schauspiel Hannover. 2013 und 2014 war sie im Gastengagement am Schauspiel Frankfurt in der Inszenierung „Die Nibelungen“ (Regie: Jorinde Dröse) zu sehen. Von 2017 bis 2018 gastierte sie am Theater Basel, seit 2021 am Berliner Ensemble.
Frost lebt in Berlin und spielt in diversen TV- und Filmproduktionen sowie in der NBC Universal Serie HANNA 3 auf Amazon Prime.

## Filmografie (Auswahl)
- 1991: Malina
- 1993: Motzki (Fernsehserie, 6 Folgen)
- 2019: Blind ermittelt – Das Haus der Lügen (Alternativtitel Der Feuerteufel von Wien)
- 2021: Die unheimliche Leichtigkeit der Revolution
- 2021: Hanna (Fernsehserie, 3 Folgen)
- 2023: SOKO Wismar – Erben braucht Sterben
- 2024: The Day of the Jackal (Fernsehserie, Folge 1x03)